# 金星 (外交官)

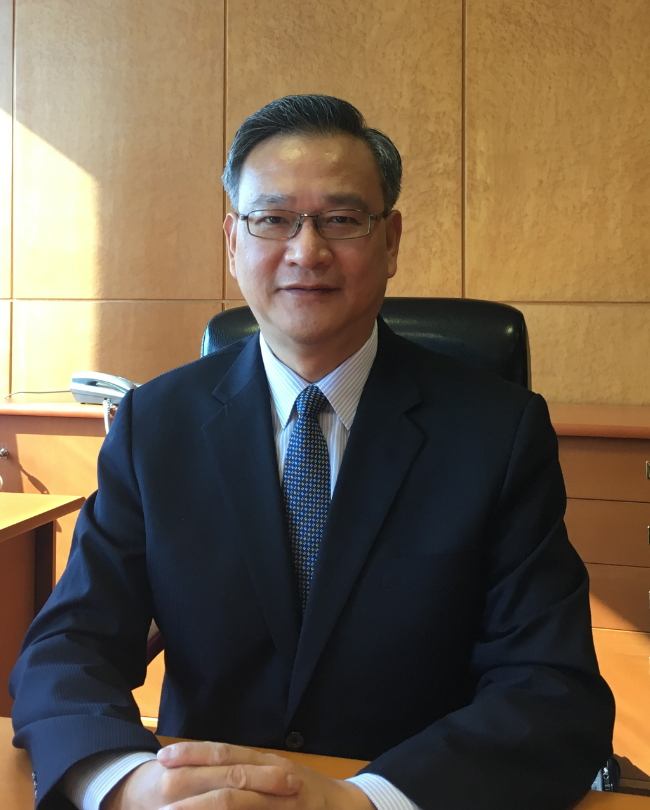
駐拉脫維亞代表處刊登肖像照

金星（1962年6月30日—），中華民國外交官，現已退休。

## 學歷
- 國立中山大學外國語文學系畢業
- 淡江大學美國研究所研習二年
- 外交領事人員乙等特種考試及格（1988年）
- 行政院高階領導研究班第1期結業（2009年）
- 美國國務院教育文化事務局（英语：Bureau of Educational and Cultural Affairs）「國際訪問領導計劃（英语：International Visitor Leadership Program）」－美國外交政策：「兩岸及邊境安全」（2010年）
- 行政院國家政務研究班第11期結業（2017年）

## 經歷
- 外交部領事事務司科員（1990年7月－1992年5月）
- 外交部領事事務局護照行政組組員（1992年5月－1993年8月）
- 駐瑞典台北代表團三等秘書（1993年8月－1997年1月）
- 駐瑞典台北代表團二等秘書（1997年1月－1997年7月）
- 駐多米尼克大使館二等秘書（1997年7月－1999年9月）[註 1]
- 外交部北美司二等秘書回部辦事（1999年9月）
- 外交部秘書處常務次長秘書（1999年9月－2000年3月）
- 外交部禮賓司特權科科長（2000年3月－2003年1月）
- 駐拉脫維亞臺北代表團一等秘書（2003年1月－2007年1月）
- 駐拉脫維亞臺北代表團簡任一等秘書（2007年1月－2007年11月）
- 外交部國際組織司簡任一等秘書回部辦事（2007年11月－2008年9月）
- 外交部領事事務局護照行政組組長（2008年9月－2009年7月）
- 外交部秘書處專門委員兼翻譯組組長（2009年7月－2012年1月）
- 駐西雅圖臺北經濟文化辦事處總領事銜處長（2012年1月－2016年9月）[註 2]
- 外交部歐洲司總領事回部辦事（2016年9月－2018年7月）
- 駐拉脫維亞臺北代表團大使銜代表（2018年7月－2021年1月）[2][註 2]
- 外交部外交及國際事務學院大使回部辦事(2021年1月－2021年3月）
- 2021年3月2日起退休

## 榮譽
- 國立中山大學106學年度傑出校友（2017年）

| 外交職務      | 外交職務                                    | 外交職務      |
| ------------- | ------------------------------------------- | ------------- |
| 前任： 吳榮泉 | 中華民國駐拉脫維亞代表 2018年7月－2021年1月 | 繼任： 黃鈞耀 |
| 前任： 廖東周 | 中華民國駐西雅圖處長 2012年1月－2016年9月   | 繼任： 姚金祥 |